# ميازو (كيوتو)
مدينة ميازو (بالإنجليزية: Miyazu)‏ هي أحد المدن التابعة لمحافظة كيوتو. تأسست رسميًا في 01/06/1954. ويقدر عدد سكانها بـ 20565 نسمة حسب تقدير مكتب الإحصاء الياباني لعام 2012. تبلغ مساحة ميازو 169.32 كم2. بكثافة سكانية تبلغ 121 نسمة/كم2.

## توأمة
لميازو (كيوتو) اتفاقيات توأمة مع كل من:
- تشنهوانغداو (6 يوليو 1987 - )
- نيلسون (7 مايو 1976 - )
- دلراي بيتش (19 سبتمبر 1977 - )